# Pulau Gaya

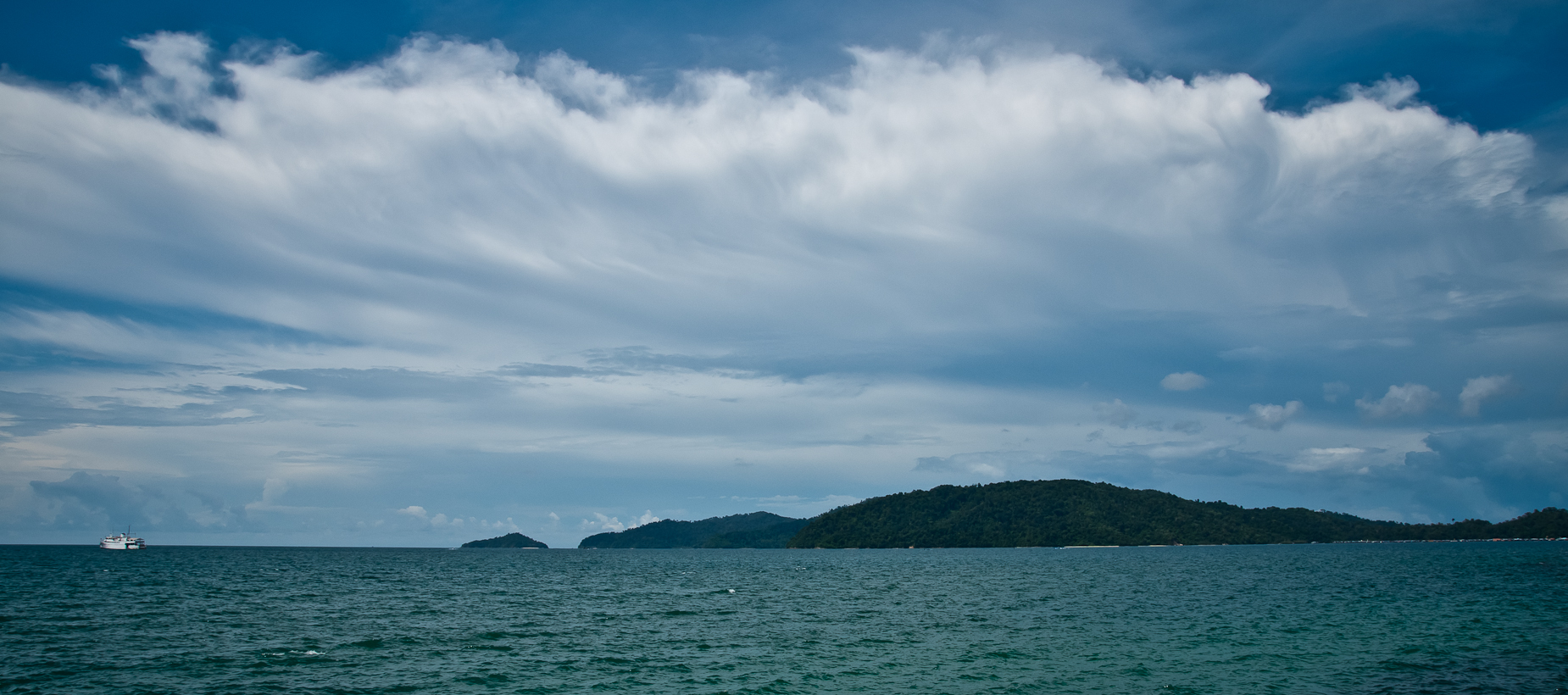
Pulau Gaya von Kota Kinabalu aus gesehen

Pulau Gaya (engl. Gaya Island) ist eine zu Malaysia gehörende Insel im Südchinesischen Meer westlich von Borneo. Sie liegt etwa zwei Kilometer vor der Küste, getrennt durch den South Channel, und gehört zu Kota Kinabalu im malaysischen Bundesstaat Sabah.

## Namensherkunft
Der Name der Insel ist der Sprache der Bajau entlehnt. Das Wort goyoh bedeutet hier groß. Pulau Gaya ist also die „Große Insel“.

## Geschichte
Die North Borneo Chartered Company errichtete auf Pulau Gaya ihren ersten Verwaltungssitz im September 1882 mit dem vorrangigen Ziel, diese als Sammelstelle für Dschungelprodukte und einheimische Waren zu verwenden. Die Insel war bereits am 29. Dezember 1877 zusammen mit anderen kleineren Territorien an der Westküste auf der Basis eines Vertrags mit dem Sultan von Brunei erworben worden.
Die Siedlung litt von Anfang an unter dem Mangel an Wasser. Bereits 1885 wurden Stimmen laut, die eine Verlegung der Station auf das Festland forderten. Nachdem der Hafen und die Verwaltungsgebäude am 9. Juli 1897 während der Mat-Salleh-Rebellion zerstört und geplündert worden waren, verlegte die Gesellschaft ihre Verwaltungsgebäude auf das nahegelegene Festland, zunächst nach Gantian. Da einige der Männer aus Mat Sallehs Gefolge aus der Region von Inanam, Menggatal und Mengkabong kamen, forderte die Chartered Company Schadensersatz vom Sultan von Brunei, der zu dieser Zeit über diese Region herrschte. Als Ersatz für die bei der Plünderung Gayas entwendeten Waren im Wert von 100.000 Straits-Dollar trat der Sultan weitere Gebiete auf dem Festland an die Gesellschaft ab, darunter Menggatal, Mengkabong, Api Api, Sembulan, Inaman, Kuala Lama und Mebakut.

## Geographie
Die Insel erstreckt sich über eine Fläche von 15 Quadratkilometern. Einzelne Erhebungen auf der Insel erreichen eine Höhe von bis zu 300 Metern. Vor der Eiszeit war die Insel ein Teil der Gebirgskette der Crocker Ranges wie die Zusammensetzung des Sandsteins und der sedimentären Gesteinsschichten der Insel zeigt. Die ansteigenden Meeresspiegel am Ende der Eiszeit vor etwa einer Million Jahren schnitten einen Teil der Landmasse ab und formten die Inseln Gaya Island, Sapi Island, Manukan Island, Mamutik Island und Sulug Island.
1923 wurde die Bewaldung von Pulau Gaya unter Schutz gestellt. 1974 wurde der Großteil der Inseln Pulau Gaya und Pulau Sapi dem Tunku Abdul Rahman Nationalpark einverleibt.
Auf der Insel befinden sich fünf Dörfer; Kampung Kesuapan, Kampung Pulau Gaya, Kampung Pondo, Kampung Lok Baru und Kampung Urai.
Als Teil des Tunku Abdul Rahman Nationalparks sind die Gewässer um Pulau Gaya zum Sporttauchen geeignet.

## Pfahlbauten
Ein Großteil der illegal nach Kota Kinabalu eingewanderten Philippinos lebt in den Pfahlbauten der Filipino-Kolonie Kampung Lok Urai. Neben den Illegalen leben auch Angehörige der Bajau und Ubian in der Kolonie, von denen viele in Kota Kinabalu im Niedriglohnsektor arbeiten. Die Pfahlbauten sind durch Laufstege miteinander verbunden. Die sanitären Bedingungen des sich unkontrolliert erweiternden „schwimmenden Dorfes“ sind entsprechend katastrophal. Von den Einheimischen und der Polizei wird die Kolonie gemieden. In der Vergangenheit gab es verschiedene Versuche, die Illegalen zu vertreiben.